# Iaçu
Iaçu este un oraș în statul Bahia (BA) din Brazilia.